# Rhytidoponera lamellinodis
Rhytidoponera lamellinodis är en myrart som beskrevs av Santschi 1919. Rhytidoponera lamellinodis ingår i släktet Rhytidoponera och familjen myror. Inga underarter finns listade i Catalogue of Life.